# Jan Buzek (1815–1886)
Jan Buzek (ur. 1815 w Trzanowicach, zm. 29 kwietnia 1886 w Olbrachcicach) – polski nauczyciel, działacz społeczny.
Uczył się w Cieszynie do 1833 roku, kiedy to zaczął pracować jako nauczyciel pomocniczy w Drogomyślu. Później był nauczycielem w Grodziszczu, a od 1845 roku w Orłowej, gdzie współorganizował zbór ewangelicki. Później przeniesiono go do Olbrachcic, gdzie pracował aż do śmierci.
Autor Historii zboru ewangelickiego w Orłowej.